# 圣普里 (阿尔代什省)
圣普里（法語：Saint-Prix，法語發音：[sɛ̃ pʁi] ⓘ）是法国阿尔代什省的一个市镇，属于罗讷河畔图尔农区。

## 地理
圣普里（44°56'34"N, 4°30'3"E）面积15.21 平方千米，位于法国奥弗涅-罗讷-阿尔卑斯大区阿尔代什省，该省份为法国东南部内陆省份，北起顺时针与卢瓦尔省、伊泽尔省、德龙省、沃克吕兹省、加尔省、洛泽尔省和上盧瓦爾省接壤。
与圣普里接壤的市镇（或旧市镇、城区）包括：代赛涅、圣阿格雷沃、圣巴西勒、贝尔桑特。

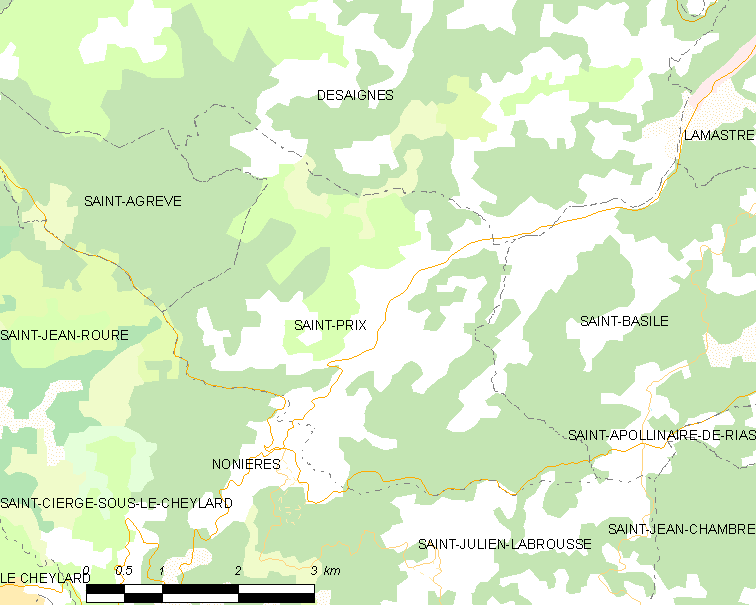
的OSM定位图

圣普里的时区为UTC+01:00、UTC+02:00（夏令时）。

## 行政
圣普里的邮政编码为07270，INSEE市镇编码为07290。

## 政治
圣普里所属的省级选区为上维瓦赖县。

## 人口

1962-2008年间人口变化图示

圣普里于2022年1月1日时的人口数量为273人。